# Consol Escarrà i Piera
Consol Escarrà i Piera (Hospitalet de Llobregat, 1944) és una dibuixant i il·lustradora catalana. Viu a Alella on ha estat col·laboradora de la revista Alella.
Es va iniciar en la il·lustració molt jove, com a assistent d'altres dibuixants. Primer amb llapis, dibuixos en blanc i negre, i des de 1970, amb altres tècniques: guaix, aquarel·la, pastel, etc. S'ha dedicat a aspectes diversos de la il·lustració i el dibuix: historietes romàntiques, contes infantils i juvenils, llibres de text, postals, jocs, nadales, trencaclosques, etc.
L'any 2021, Escarrà va donar a la Biblioteca de Catalunya el seu fons gràfic, consistent en «908 documents 712 dels quals són originals en color o a tinta en blanc i negre; també s'inclouen esbossos, maquetes de llibres, nadales, algun manuscrit i reproduccions diverses».
Escarrà va ser una de les dones il·lustradores catalanes o residents a Catalunya que van ser representades a l'exposició «Il·lustríssimes, dones que van dibuixar el segle xx» que es va fer al Museu d'Història de Catalunya l'any 2023.

## Selecció de llibres il·lustrats per Consol Escarrà
- Rueda, rodando (text, Guido Quarzo), Ed. Edebé, 2000
- Sobrevolant Gaudí (text, Guida Alzina), Experiencia, Barcelona, 2002 ISBN 978-84-932264-2-8
- Poemes de la vinya i el vi (poemes de Joana Bel),Consell Regulador de la Denominació d'Origen Alella i Institut Català de la Vinya i el vi, Alella, 2003
- Salsafí a la terra dels Caulers (text, Ignasi Roda), Ing edicions, Barcelona, 2008 ISBN 978-84-89825-64-2
- En Salsafí i els remenses de Llemana (text, Ignasi Roda), Ing edicions, Barcelona, 2010 ISBN 978-84-938175-0-3
- Ricitos de Oro y los tres ositos (adaptació text, Isabel Ferrer), Ed. Edebé, 2013
- La porta misteriosa (text, Nathalie Pons), Ed. del Pirata, 2016 ISBN 978-84-96569-63-8